# Hans Hotter
Hans Hotter (ur. 19 stycznia 1909 w Offenbach am Main, zm. 6 grudnia 2003 w Monachium) – niemiecki śpiewak, bas-baryton.

## Życiorys
W dzieciństwie był członkiem kościelnego chóru chłopięcego w Monachium, później studiował filozofię i muzykologię na Uniwersytecie Monachijskim. Uczył się też w monachijskiej Akademie der Tonkunst gry na organach i śpiewu, jego nauczycielem był Matthäus Roemer. Na scenie zadebiutował w 1929 roku w Opawie jako Mówca w Czarodziejskim flecie W.A. Mozarta. W 1930 roku wystąpił w Mesjaszu Georga Friedricha Händla. Od 1932 do 1934 roku związany był z teatrem niemieckim w Pradze. W latach 1934–1945 śpiewał w operze w Hamburgu, w 1936 roku przyznano mu tytuł Kammersänger. Występował też w operach w Monachium (1937–1972), Berlinie (1939–1942) i Wiedniu (1939–1972). W 1947 roku debiutował na scenie Covent Garden Theatre w Londynie, wykonując rolę Hrabiego Almavivy w Weselu Figara i tytułową rolę w Don Giovannim. Od 1950 do 1954 roku występował na deskach Metropolitan Opera w Nowym Jorku, gdzie debiutował rolą Holendra w Holendrze tułaczu Richarda Wagnera. W latach 1952–1964 regularnie śpiewał podczas przedstawień operowych na festiwalu w Bayreuth.
Cechował się silnym i donośnym głosem o szerokiej skali możliwości wykonawczych, pozwalającym mu na śpiewanie najtrudniejszych partii bohaterskich repertuaru operowego. Ceniono go szczególnie jako interpretatora ról z oper Richarda Wagnera. Brał udział w prawykonaniach oper Richarda Straussa Dzień pokoju (1938, w roli Komandora) i Capriccio (1942, w roli Oliviera). Wykonywał także repertuar oratoryjny i pieśniarski.
Odznaczony został bawarskim Orderem Maksymiliana (1984) oraz francuskim Orderem Sztuki i Literatury w stopniu komandora (1994). Opublikował autobiografię „Der Mai war mir gewogen–:” Erinnerungen (Monachium 1996).